# Ballomarius bilobata
Ballomarius bilobata är en insektsart som beskrevs av Ronald Gordon Fennah 1950. Ballomarius bilobata ingår i släktet Ballomarius och familjen vedstritar.
Artens utbredningsområde är Uganda. Inga underarter finns listade i Catalogue of Life.